# クリストフ (シュレースヴィヒ公)
シュレースヴィヒ公クリストフ（Christoph af Slesvig, 恐らく1150年 - 1173年）は、デンマーク王ヴァルデマー1世とその愛妾トーベとの間の庶子。
1167年から1173年までクリストフは南ユトランド公（シュレースヴィヒ公）であった。この間に、クリストフはアブサロンという人物とともにプレエッツ近郊でシャウエンブルクおよびホルシュタイン伯と戦ったと伝えられており、このとき、シャウエンブルクおよびホルシュタイン伯アドルフ3世は未成年であったため、マルクラト1世とブルノが後見人として戦ったとされている。これはデンマークが南に領土を広げようとした初めての試みであったと思われる。この戦いは引き分けに終わった。